# ماثيو ديلون
ماثيو ديلون (بالإنجليزية: Matthew Dillon)‏ (و. 1966 – م) هو عالِم حاسب آلي من الولايات المتحدة الأمريكية . ولد في سان فرانسيسكو.

## أعمال بارزة
من أهم أعماله:
- HAMMER[11]
- دارغون فلاي بي إس دي[12][13]
- فري بي إس دي.[1][14][15][16][17]